# Austin Challenger 1979
L'Austin Challenger 1979 è stato un torneo di tennis facente parte della categoria ATP Challenger Series nell'ambito dell'ATP Challenger Series 1979. Il torneo si è giocato a Austin negli Stati Uniti dal 3 al 9 dicembre 1979 su campi in cemento.

## Vincitori

### Singolare
Peter Rennert ha battuto in finale  Robert Van't Hof con il punteggio di 6–3, 4–6, 7–5

### Doppio
Anand Amritraj /  John Austin hanno battuto in finale  Steve Denton /  Mark Turpin con il punteggio di 6–1, 6–2